# Kåsmyrtjärnen
Kåsmyrtjärnen är en sjö i Vansbro kommun i Dalarna och ingår i Dalälvens huvudavrinningsområde.